# II. Rómanosz bizánci császár
II. Rómanosz (ógörögül: Ρωμανός Β΄, latinul: Romanus, 938. – 963. március 15.) a Bizánci Birodalom császára (uralkodott 959. november 9-étől haláláig), a Makedón-dinasztia ötödik tagja, VII. (Bíborbanszületett) Kónsztantinosz és felesége, Helené Lekapéné – Konstantin társcsászárának, I. Rómanosz Lekapénosznak a lánya – gyermeke volt. Rövid uralkodása alatt hadvezérei visszafoglalták Krétát az araboktól, és döntő vereséget mértek Szajf ad-Daula aleppói emírre, megindítva a szíriai hódítás hullámát.
Apja idejében egészen 944-ig II. Rómanosz anyai nagyapja irányította az állami ügyeket, aki még gyermekként eljegyezte unokáját Hugó itáliai és provence-i király törvénytelen lányával, a nála nyolc-tíz évvel idősebb Bertával. A Bizáncban Eudokiává keresztelt Berta öt év múlva halt meg, a házasságból nem született gyermek. 956-ban így Rómanosz szerelmi házasságot köthetett: egy kocsmáros lányát, Theophanót vette feleségül, aki kiszorította az udvarból Helené anyacsászárnét, és Rómanosz lánytestvére is monostorba volt kénytelen visszavonulni. Ettől eltekintve a leírások szerint jóképű és kedves császár nemigen foglalkozott államügyekkel, azok irányítását Jószéphosz Bringaszra, egy tehetséges eunuchra bízta.
Uralkodása idején Niképhorosz Phókasz óriási sikereket ért el a keleti hadszíntéren. Mintegy másfél évszázados muszlim megszállást követően 960-ban megrohanta Kréta szigetét, és 961-ben elfoglalta. Üdvrivalgással fogadták Konstantinápolyban, és amikor 962-ben Szíria ellen indult, számos erőd és Aleppó elfoglalásával megrendítette a Hamdánidák hatalmát a térségben. Szajf ad-Daula emír elmenekült, és bár székvárosát rövidesen visszaszerezte, a három évtizedes hadakozás végeztével Bizáncnak módja adódott a további hódítások megindítására.
II. Rómanosz váratlanul, fiatalon halt meg. Bár fiait, a 958-ban világra jött II. Baszileioszt és a 960-as születésű VIII. Kónsztantinoszt még uralkodása alatt társcsászáraivá tette, nem ők, hanem az özvegy Theophanó új férje, a diadalmas Niképhorosz Phókasz vette át a hatalmat. Rómanosz fiai csak II. Niképhorosz és Ióannész Tzimiszkész uralkodása után kerülhettek hatalomra.

## Külső hivatkozások
- Georg Ostrogorsky: A bizánci állam története. Budapest, Osiris, 2003. ISBN 963-389-383-6

| Előző uralkodó: VII. Kónsztantinosz | Bizánci császár 959 – 963 | Következő uralkodó: II. Niképhorosz |